# Соснівська сільська рада (Теребовлянський район)
Сосні́вська сільська́ ра́да — адміністративно-територіальна одиниця та орган місцевого самоврядування в Теребовлянському районі Тернопільської області (до вересня 2015 року). Адміністративний центр — село Соснів.

## Загальні відомості
- Соснівська сільська рада утворена в 1939 році.
- Територія ради: 6,602 км²
- Населення ради: 984 особи (станом на 2001 рік)
- Територією ради протікає річка Стрипа.

## Населені пункти
Сільській раді підпорядковані населені пункти:
- с. Соснів
- с. Гончарки
- с. Раковець

## Склад ради
Рада складається з 14 депутатів та голови.
- Голова ради: Бордун Микола Фердинандович
- Секретар ради: Гарбовська Марія Ярославівна

### Керівний склад попередніх скликань
| Прізвище, ім'я, по батькові | Основні відомості                                                               | Дата обрання | Дата звільнення |
| --------------------------- | ------------------------------------------------------------------------------- | ------------ | --------------- |
| Шкарупа Теодозій Михайлович | Сільський голова, 1959 року народження, член Народного Руху України             | 26.03.2006   | 31.10.2010      |
| Бордун Микола Фердинандович | Сільський голова, 1961 року народження, освіта середня спеціальна, безпартійний | 31.10.2010   |                 |

Примітка: таблиця складена за даними сайту Верховної Ради України

### Депутати
За результатами місцевих виборів 2010 року депутатами ради стали:

#### За суб'єктами висування
| Суб'єкт висування | Кількість обраних депутатів | %   |
| ----------------- | --------------------------- | --- |
| Самовисування     | 14                          | 100 |

#### За округами
| № округу | Прізвище, ім'я, по батькові      | Дата визнання обраним | Освіта             | Партійна приналежність                        | Відомості про обраного депутата                       |
| -------- | -------------------------------- | --------------------- | ------------------ | --------------------------------------------- | ----------------------------------------------------- |
| 1        | Гарбовська Марія Ярославівна     | 01.11.2010            | вища               | член Всеукраїнського об'єднання «Батьківщина» | Соснівська сільська рада, секретар                    |
| 2        | Дзвінка Стефанія Петрівна        | 01.11.2010            | середня спеціальна | позапартійна                                  | Магазин, продавець                                    |
| 3        | Миколів Микола Іванович          | 01.11.2010            | середня спеціальна | позапартійний                                 | Супермаркет м. Тернопіль, охоронець                   |
| 4        | Чорній Світлана Володимирівна    | 01.11.2010            | середня            | член Єдиного Центру                           | Соснівська школа                                      |
| 5        | Бордун Ігор Миколайович          | 01.11.2010            | середня спеціальна | позапартійний                                 | Маршрутне таксі м. Тернопіль, таксист                 |
| 6        | Ничвидюк Іван Миколайович        | 01.11.2010            | середня спеціальна | позапартійний                                 | Магазин «Содомори», продавець                         |
| 7        | Захарків Галина Дмитрівна        | 01.11.2010            | середня спеціальна | позапартійна                                  | фельдшерсько-акушерський пункт с. Соснів, акушер      |
| 8        | Тур Петро Павлович               | 01.11.2010            | середня спеціальна | позапартійний                                 | тимчасово не працює                                   |
| 9        | Копестинський Мирон Теодозійович | 01.11.2010            | вища               | позапартійний                                 | ТзОВ «Захід агропродукт», бухгалтер                   |
| 10       | Мишкович Ігор Миколайович        | 01.11.2010            | середня спеціальна | позапартійний                                 | пенсіонер                                             |
| 11       | Качур Оля Михайлівна             | 01.11.2010            | середня спеціальна | позапартійна                                  | фельдшерсько-акушерський пункт с. Раковець, санітарка |
| 12       | Голуб Петро Романович            | 01.11.2010            | середня спеціальна | позапартійний                                 | тимчасово не працює                                   |
| 13       | Татарчук Роман Степанович        | 01.11.2010            | середня спеціальна | позапартійний                                 | ТННУ м. Тернопіль, студент                            |
| 14       | Кравець Іванна Миронівна         | 01.11.2010            | середня спеціальна | позапартійна                                  | тимчасово не працює                                   |